# Riky Zapata
Riky Joel Zapata Mejía (Tela, Honduras, 23 de noviembre de 1997) es un futbolista hondureño. Juega de lateral izquierdo y su equipo actual es el F. C. Motagua de la Liga Nacional de Honduras.

## Selección nacional

### Participaciones
| Competición                    | Sede  | Resultado        | Partidos | Goles |
| ------------------------------ | ----- | ---------------- | -------- | ----- |
| Juegos Panamericanos Lima 2019 | Perú  | Medalla de plata | 1        | 0     |
| Total                          | Total | Total            | 1        | 0     |

## Clubes
| Club                | País     | Año       |
| ------------------- | -------- | --------- |
| C. D. Real Sociedad | Honduras | 2018-2023 |
| F. C. Motagua       | Honduras | 2023-     |

## Estadísticas
| Club                         | Temporada           | Liga  | Liga  | Copa Nacional | Copa Nacional | Copa Internacional | Copa Internacional | Total | Total |
| Club                         | Temporada           | Part. | Goles | Part.         | Goles         | Part.              | Goles              | Part. | Goles |
| ---------------------------- | ------------------- | ----- | ----- | ------------- | ------------- | ------------------ | ------------------ | ----- | ----- |
| C. D. Real Sociedad Honduras |                     |       |       |               |               |                    |                    |       |       |
| 2017-18                      | 2                   | 0     | -     | -             | -             | -                  | 2                  | 0     |       |
| 2019-20                      | 6                   | 0     | -     | -             | -             | -                  | 6                  | 0     |       |
| 2020-21                      | 13                  | 0     | -     | -             | -             | -                  | 13                 | 0     |       |
| 2021-22                      | 9                   | 0     | -     | -             | -             | -                  | 9                  | 0     |       |
| 2022-23                      | 19                  | 0     | -     | -             | -             | -                  | 19                 | 0     |       |
| Total                        | 49                  | 0     | 0     | 0             | 0             | 0                  | 49                 | 0     |       |
| F. C. Motagua Honduras       |                     |       |       |               |               |                    |                    |       |       |
| 2023-24                      | 26                  | 0     | -     | -             | 6             | 0                  | 32                 | 0     |       |
| 2024-25                      | 28                  | 1     | -     | -             | 5             | -                  | 33                 | 1     |       |
| Total                        | 54                  | 1     | 0     | 0             | 11            | 0                  | 65                 | 1     |       |
| Total en su carrera          | Total en su carrera | 103   | 1     | 0             | 0             | 11                 | 0                  | 114   | 1     |